# Leandro Borges
Leandro Quintiliano Borges da Silva, plus couramment appelé Leandro Borges, né le 29 octobre 1991 à São Bernardo do Campo au Brésil, est un footballeur brésilien qui joue au poste de milieu défensif au FC Differdange 03.

## Biographie

### FC Differdange 03 (depuis 2024)
Lors du mercato estival 2024, le joueur rejoint le FC Differdange 03, alors champion en titre de BGL Ligue.
Dès sa première saison avec son nouveau club, il remporte son premier titre de champion du Luxembourg.

## Palmarès
| FC Differdange 03 (2) :                                                        |
| ------------------------------------------------------------------------------ |
| - BGL Ligue (1) - Champion : 2025 - Coupe du Luxembourg (1) - Vainqueur : 2025 |